# Campionati italiani di ciclismo su strada 2022 - Gara in linea maschile Under-23
La gara in linea maschile Under-23 dei Campionati italiani di ciclismo su strada si è svolta il 25 giugno 2022 su un percorso di 171,8 km con partenza da Carnago e arrivo nella medesima località in provincia di Varese, in Lombardia. La vittoria fu appannaggio di Lorenzo Germani, che completò il percorso in 4h13'31" alla media di 40,660 km/h, precedendo Walter Calzoni e Emanuele Ansaloni.
Sul traguardo di Carnago 99 ciclisti, sui 174 partenti da Carnago e sui 177 iscritti, portarono a termine la competizione.

## Ordine d'arrivo (top 10)[3]
| Pos. | Corridore         | Squadra             | Tempo    |
| ---- | ----------------- | ------------------- | -------- |
| 1    | Lorenzo Germani   | Cont. Groupama      | 4h13'31" |
| 2    | Walter Calzoni    | Gallina Ecotek      | a 10"    |
| 3    | Emanuele Ansaloni | #InEmiliaRomagna    | a 1'31"  |
| 4    | Alessandro Romele | Colpack Ballan      | a 1'39"  |
| 5    | Mattia Petrucci   | Colpack Ballan      | a 1'55"  |
| 6    | Francesco Busatto | General Store       | s.t.     |
| 7    | Nicolò Buratti    | Cycling Team Friuli | s.t.     |
| 8    | Davide De Pretto  | Zalf Euromobil      | s.t.     |
| 9    | Davide Dapporto   | #InEmiliaRomagna    | s.t.     |
| 10   | Samuele Carpene   | General Store       | s.t.     |